# شعب البلس (إب)

تعديل مصدري - تعديل

شعب البلس محلة تابعة لقرية المناخ، التابعة لعزلة ميتم بمديرية إب إحدى مديريات محافظة إب في الجمهورية اليمنية.، بلغ تعداد سكانها 28 حسب تعداد اليمن لعام 2004.